# Liber de coquina
Liber de Coquina (з латини: Книга з куховарства) — одна з найстаріших середньовічних кулінарнирних книг. Збереглася у двох старовинних рукописах початку XIV століття. Обидва знаходяться у Національній бібліотеці у Парижі, Франція.

## Опис
Умовно текст складається з двох окремих частин: Tractatus (частина 1) та Liber de Coquina (частина 2). Назви взяті з нотаток на полях зроблених середньовічним редактором. Автори обидвох частин невідомі. Вважається, що Tractatus була спочатку написана французьким автором, а Liber de Coquina італійським автором з району Неаполя.

## Зміст

### Tractatus (частина 1)
- композиції з вина
- птиця і м'ясо
- риба
- страви для багатіїв
- боби, яйця, цибуля порей та соуси

### Liber de Coquina (частина 2)
- овочі
- птиця
- тісто
- риба
- композиції з різних інгредієнтів

## Текст

### Рукописи
- манускрипти латиною # 7131, fol. 94r-99v, Національна бібліотека, Париж (1304–1314)
- манускрипти латиною # 9328, fol. 129r-139v, Національна бібліотека, Париж (14 століття)

### Текстове видання
- Маріанна Мулон: «Deux traités inédits d'art culinaire médiéval», Bull. philol. et hist. année 1968, том 1, с. 369-435

### Цифрові версії
Дві частини доступні для використання у наукових, приватних і некомерційних цілей на сайті Томаса Ґлонінга:
- http://www.uni-giessen.de/gloning/tx/mul2-lib.htm [Архівовано 19 грудня 2007 у Wayback Machine.]
- http://www.uni-giessen.de/gloning/tx/mul1-tra.htm [Архівовано 14 грудня 2007 у Wayback Machine.]